# Хорст Каснер
Хорст Каснер (на немски: Horst Kasner) е германски евангелист и богослов.
Баща е на германската канцлерка Ангела Меркел, родена от брака му с учителката по латински и английски Херлинд Йенцш.
През 1954 г., няколко седмици след раждането на дъщеря му, Каснер напуска Хамбург заедно със семейството си и се премества в тогавашната Германска демократична република.
Каснер е критикуван, поради особено добрите му контакти с Лотар де Мезиер – член на Политбюро на Германската единна социалистическа партия и министър-председател на ГДР, в съпричастност с бившите тайни служби в ГДР.